# CP Волопаса
CP Волопаса (лат. CP Boötis), HD 127986 — двойная звезда в созвездии Волопаса на расстоянии приблизительно 253 световых лет (около 77,4 парсеков) от Солнца. Видимая звёздная величина звезды — от +6,91m до +6,89m. Возраст звезды определён как около 2,14 млрд лет.

## Характеристики
Первый компонент — жёлто-белая пульсирующая переменная звезда типа Дельты Щита (DSCTC:)*** спектрального класса F8IV, или F5. Масса — около 1,781 солнечной, радиус — около 3,293 солнечных, светимость — около 12,498 солнечных. Эффективная температура — около 6248 K.
Второй компонент — коричневый карлик. Масса — около 75,72 юпитерианских. Удалён на 1,813 а.е..